# Esdras (nombre)
Esdras  es un nombre propio masculino en su variante en español procede de la palabra hebrea Ezrá (עזרא) y significa al que Dios ayuda. También utilizado como Esdra para nombre propio femenino y Ezran (masculino.

## Etimología
Esdras  es el nombre de un personaje bíblico del Antiguo Testamento, hijo de Seraías y descendiente de Aarón, sacerdote y escriba.  (Esdras 7:10)

## Equivalencias en otros idiomas
| Variantes en otras lenguas | Variantes en otras lenguas |
| -------------------------- | -------------------------- |
| Albanés                    | Ezra                       |
| Catalán                    | Esdres                     |
| Inglés                     | Ezra                       |
| Alemán                     | Ezra                       |
| Italiano                   | Esdra                      |
| Español                    | Esdras                     |
| Francés                    | Esdras                     |
| Hebreo                     | עֶזְרָא                       |
| Chino                      | 以斯拉                     |
| Japonés                    | エズラ                     |

## Santoral
La celebración del santo de Esdras se corresponde con el día 13 de julio.
[[:Archivo:]]== Véase también ==
- Libro de Esdras

Edrs9